# Postciliodesmatophora
Die Postciliodesmatophora sind eines der beiden Untertaxa der Wimpertierchen. Sie umfassen knapp 60 Gattungen und sind damit deutlich kleiner als ihr Schwestertaxon Intramacronucleata.

## Merkmale
Postciliodesmatophora sind vergleichsweise groß und üblicherweise von länglicher Gestalt. Sie sind sehr kontraktil, können sich also stark zusammenziehen. Die Alveolen der Außenschicht sind nur schwach ausgeprägt, die somatischen Kineten (die Wimpernreihen am „Mundraum“) weisen Dikinetide mit sogenannten Postciliodesmata auf (Fasern, die aus einander überlappend gestapelten postciliären Mikrotubulibändern bestehen), nach denen die Gruppe ihren Namen erhielt. Parasomalsäcke fehlen, als somatische Extrusome kommen Mucocysten, Rhabdocysten und Pigmentocysten vor. Die Strukturen des Oralbereichs sind ausgesprochen variabel.
Die Zellteilung erfolgt stets isotomisch, also in zwei gleich große Tochterzellen. Der Mundapparat des Proter durchläuft vor bzw. während der Zytokinese eine Phase der Rück- und Neuentwicklung.

## Ökologie
Vertreter der Postciliodesmatophora sind weitverbreitet. Sie kommen sowohl sessil wie frei schwimmend vor, selten leben sie als Symbionten.

## Systematik

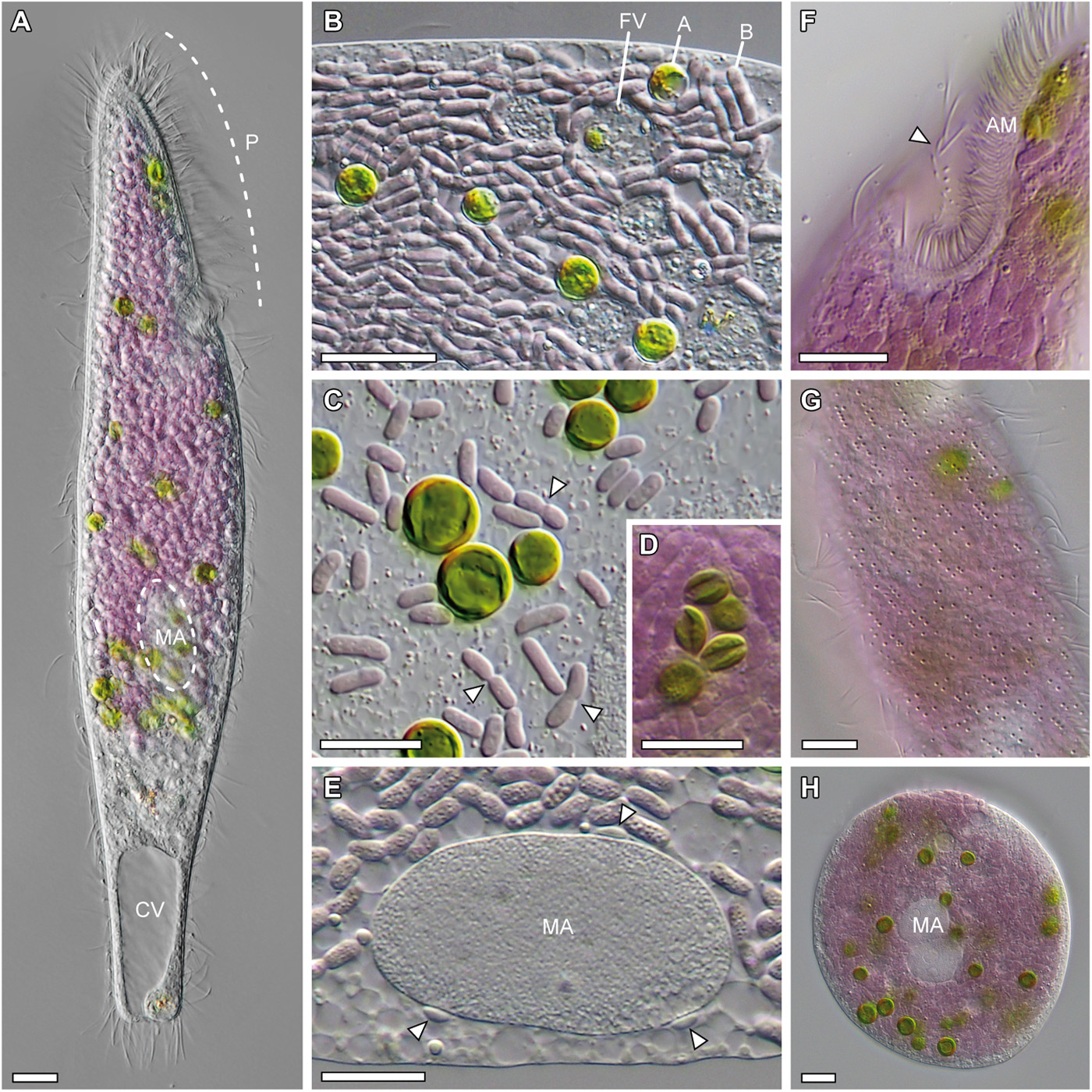
Morphologie von Pseudoblepharisma tenue (Blepharismidae) und seinen beiden photosynthetischen Endosymbionten Chlorella sp. K10 und Ca. Thiodictyon intracellulare (Chromatiaceae)

Die Gruppe wird unterteilt in zwei Untertaxa:
- Karyorelictea
  - Kentrophoros
  - Loxodes
  - Trachelocerca
- Heterotrichea
  - Blepharisma
  - Climacostomum
  - Folliculina
  - Pseudoblepharisma[2]
  - Stentor

## Nachweise
Fußnoten direkt hinter einer Aussage belegen diese einzelne Aussage, Fußnoten direkt hinter einem Satzzeichen den gesamten vorangehenden Satz. Fußnoten hinter einer Leerstelle beziehen sich auf den kompletten vorangegangenen Text.
1. 1 2 3 4  Denis H. Lynn: The Ciliated Protozoa, S. 341, ISBN 978-1-4020-8238-2, 2010
2. 1 2  NCBI: Pseudoblepharisma tenue (species)
3. ↑  NCBI: Thiodictyon endosymbiont of Pseudoblepharisma tenue (species)